# Manuel González (roadracingförare)
Manuel González, född 4 augusti 2002 i Madrid, är en spansk roadracingförare. Han blev världsmästare i Supersport 300 när han vann Supersport 300-VM 2019.